# Desobediencia civil

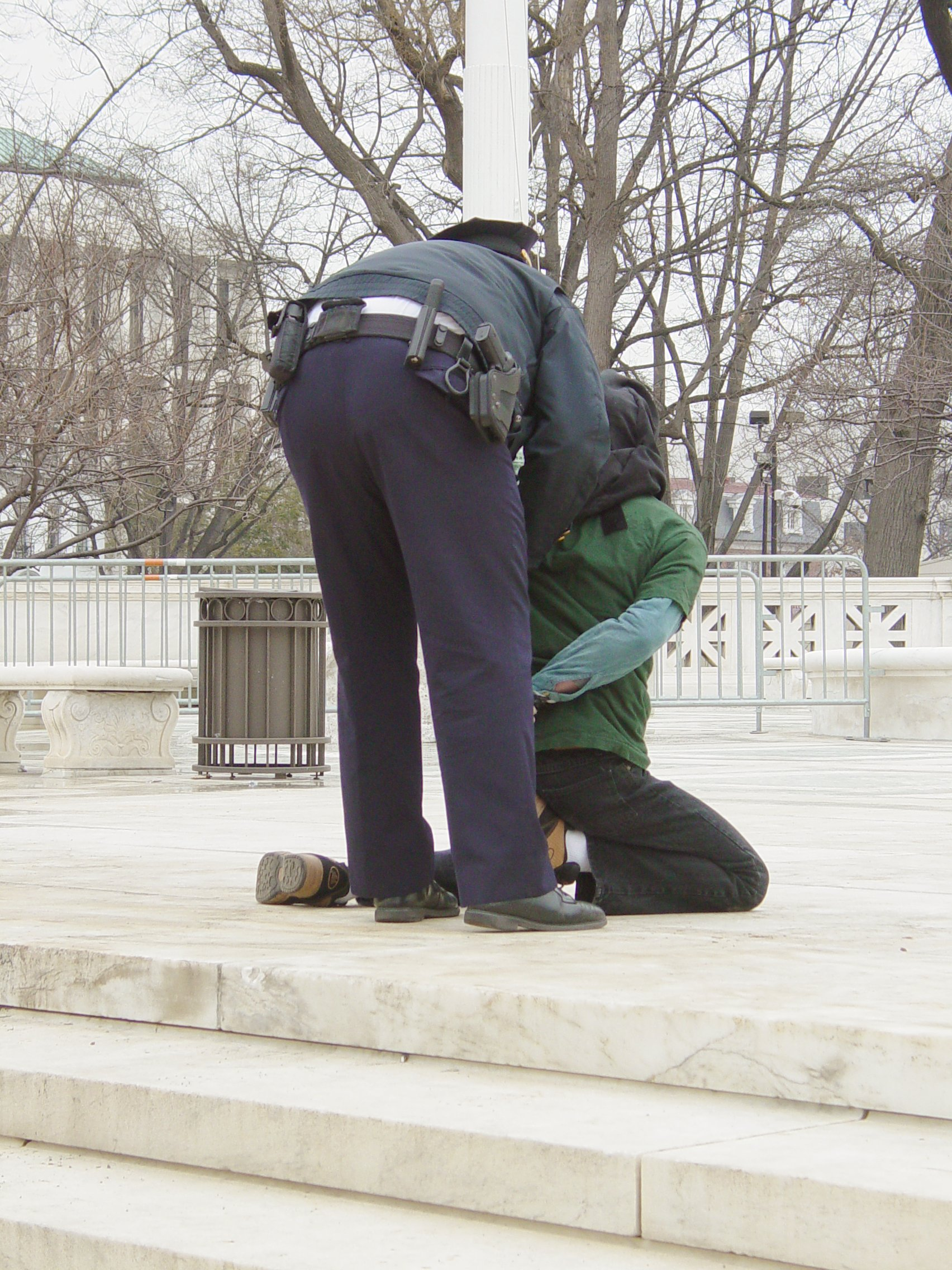
Activista cívico contra la guerra es arrestado por desobediencia civil en las escaleras de la Corte Suprema de Estados Unidos en Washington D. C., en febrero de 2005.

Se conoce como desobediencia o desobediencia civil al acto de desacatar una norma de la que se tiene obligación de cumplimiento. La norma que debería obedecerse es, por lo general, una norma jurídica, o en todo caso cualquier norma que el grupo en el poder considera investida de autoridad en el sentido de que su transgresión acarreara inevitablemente un castigo. La desobediencia puede ser activa o pasiva. El término "civil" hace referencia a los deberes generales que todo ciudadano debe reconocer, legitimando así el orden legal vigente. En otras palabras, "civil" indica que el objetivo principal de la desobediencia es traer cambios en el orden social o político que afectarían la libertad de los ciudadanos.
La desobediencia civil puede definirse como "cualquier acto o proceso de oposición pública a una ley o una política adoptada por un gobierno establecido, cuando el autor tiene conciencia de que sus actos son ilegales o de discutible legalidad, y es llevada a cabo y mantenida para conseguir unos fines sociales concretos".
Para que un acto se clasifique como de desobediencia civil, se necesita que la acción se haga públicamente, que sea ilegal o que así lo clasifique el poder y que al mismo tiempo quien cometa el supuesto delito sea consciente de sus acciones y motivos.

## Definición
La desobediencia civil es una forma de disidencia política consistente “en una quiebra consciente de la legalidad vigente con la finalidad no tanto de buscar una dispensa personal a un deber general de todos los ciudadanos, sino de suplantar la norma transgredida por otra que es postulada como más acorde con los intereses generales. Intereses que, no obstante, han de ser identificados a través de un procedimiento democrático de formación de la voluntad”.

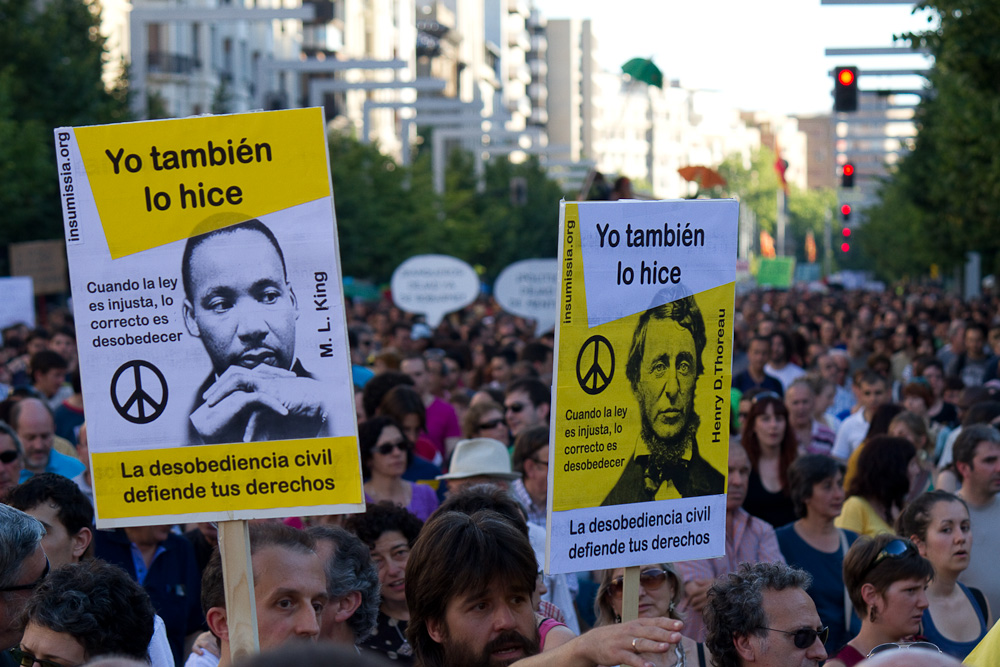
Manifestación con mensajes favorables a la Desobediencia civil e imágenes de Martín Luther King y Henri David Thoreau.

En otros casos la desobediencia o desobediencia civil se define como el acto de no acatar una norma de la que se tiene obligación de cumplimiento. La norma que debería obedecerse es, por lo general, una norma jurídica, o en todo caso cualquier norma que el grupo en el poder considera investida de autoridad, en el sentido de que su transgresión acarreará inevitablemente un castigo. La desobediencia puede ser activa o pasiva. El término "civil" hace referencia a los deberes generales que todo ciudadano debe reconocer, legitimando así el orden legal vigente. En otras palabras, "civil" indica que el objetivo principal de la desobediencia es traer cambios en el orden social o político que afectarían la libertad de los ciudadanos. 
La desobediencia civil puede definirse como "cualquier acto o proceso de oposición pública a una ley o una política adoptada por un gobierno establecido, cuando el autor tiene conciencia de que sus actos son ilegales o de discutible legalidad, y es llevada a cabo y mantenida para conseguir unos fines sociales concretos". 
Para que un acto se clasifique como de desobediencia civil, se necesita que la acción se haga públicamente, que sea ilegal o que así lo clasifique el poder, y que al mismo tiempo quien cometa el supuesto delito esté consciente de sus acciones y motivos.
Los actos de desobediencia civil buscan no la afirmación de un principio en la esfera privada, sino una llamada de atención a la opinión pública sobre el hecho de que una ley o política sancionadas por las autoridades están conculcando un principio de índole moral. En adición, "la desobediencia civil se debe dar a conocer a los representantes de orden público de una manera que se sientan identificados sobre la cuestión por la que van a luchar y sus fines deben ser públicos y limitados. Su objetivo manifiesto no puede ser el beneficio particular o económico; debe guardar cierta relación con una concepción de la justicia o del bien común."
Otra forma de definir la desobediencia al Derecho (aunque en el fondo con un sentido similar), sería la siguiente: "Entiendo por desobediencia civil en sentido amplio aquellas formas de insumisión al Derecho motivadas por consideraciones políticas o morales que, no obstante ilícitas, guardan una mínima lealtad constitucional, es decir, aceptan el sistema de legitimidad democrático como el más correcto para la adopción de las decisiones colectivas".
En primer lugar, el término "civil" hace referencia a los fines perseguidos por los activistas: son fines políticos, de cambio social. La desobediencia civil es una acción deliberada e intencional. El progreso moral o político se perciben como la consecuencia, como el efecto buscado por los desobedientes. Y para ello es lógico que los activistas utilicen las tácticas y estrategias que mejor se ajusten a sus fines. Pero esta pretensión de cambio se enmarca en el reconocimiento de los deberes generales del ciudadano en una sociedad libre. Y en particular en la lealtad hacia las reglas del juego del orden constitucional: la desobediencia civil no es revolucionaria, ni pretende imponer su criterio a la mayoría, sino que respeta las reglas democráticas de cambio político.
En segundo lugar los desobedientes actúan por motivos morales. Consideran que las normas que rechazan son normas arbitrarias u odiosas, que repugnan a la conciencia del ciudadano. La desobediencia civil es una expresión de responsabilidad personal por la injusticia, refleja el compromiso de no colaborar ni someterse a prácticas y normas injustas.
En tercer lugar, la desobediencia civil es siempre pública y abierta. Los activistas buscan influir no solo en sus gobernantes, sino también (y sobre todo) en la opinión pública. Por ello la desobediencia civil suele ser, asimismo, colectiva, y no individual. La publicidad es un medio de persuasión, y no de coacción. Es en este sentido que ha podido decirse (Rawls, Habermas) que la desobediencia civil es una forma de discurso público, con una función pedagógica.
En cuarto lugar, los desobedientes están dispuestos a asumir las consecuencias legales de sus actos, y a aceptar el castigo previsto para ellos. Quien acepta pacífica y disciplinadamente la sanción que conlleva su comportamiento ilegal está afirmando con ello su respeto por el conjunto del ordenamiento constitucional y por las reglas del juego democrático. La aceptación voluntaria del castigo sirve, además, para diferenciar la desobediencia moralmente motivada de la infracción interesada u oportunista.
En quinto lugar, la desobediencia civil es pacífica y no violenta. Esta condición debe entenderse como una voluntad de minimizar los daños y de restringir el uso de la fuerza en todo lo posible. El uso descontrolado y masivo de la fuerza física es incompatible con la desobediencia civil.
"Los actos de desobediencia civil son parte de un estado de derecho democrático que se desarrollan en sociedades maduras", que logran crear conflictos dejando saber que las leyes e instituciones que están establecidas legalmente pueden fallar en algún momento. Esto abre espacio a la creación de interpretaciones distintas a las existentes, que intentan exponer para que sean consideradas justas. Desde la perspectiva de la desobediencia civil, es discutible la opinión de que todo acto que vaya en contra de la ley es siempre un acto ilegal que merece ser castigado.
Tal vez una de las razones por las cuales el tema de la desobediencia despierta la sensibilidad y suspicacia de vastos sectores (especialmente de aquellos vinculados a los diferentes ámbitos del poder), sea el hecho de que se encuentra ampliamente extendida esa conceptualización que define a la relación política como una relación de “mando y obediencia” en donde la pregunta por el fundamento de la legitimidad del poder queda desplazada por el énfasis en la consideraciones como un hecho desprovisto de valoraciones.

## Características
La desobediencia civil puede ser clasificada como omisiva o comisiva, y directa o indirecta. El acto es omisivo cuando se deja de hacer algo que está en la norma, por otra parte, se vuelve comisivo cuando se ejercen acciones que están prohibidas por la autoridad a la que protestan. De igual manera, el acto de desobediencia es directo cuando se quebranta aquella disposición contra la que se está protestando y es indirecto cuando son otras normas las que se quebrantan en función de atraer la atención pública sobre los motivos contra los que se protesta. Así, a modo de ejemplo, cuando Henry David Thoreau se negó a pagar los impuestos a modo de protesta contra la esclavitud y la Guerra de Estados Unidos contra México ejercía un acto de desobediencia civil omisivo indirecto.
Principalmente, el acto de desobediencia civil debe ser ilegal, para la ley o código normativo contra el que se protesta. Además su ejecución por parte de los protestantes debe ser de forma colectiva, consciente, moralmente fundamentada, pública, pacífica, manteniendo una actitud de protesta contra la autoridad con el fin de rectificar los errores que ésta haya cometido, a juicio de quienes protestan.
El por qué la desobediencia civil debe ser colectiva es que, de no ser así, de forma individual, se funda en un principio de moral propio por lo que la definición se transforma en objeción de conciencia. Se podría decir que la desobediencia civil es el género, y la objeción de conciencia es una especie dentro de ella.
En un sistema democrático, el desobediente civil viola la norma como medio de apelación a la mayoría para que ésta rectifique, aunque siempre recurriendo, en la expresión de la protesta, a los mismos principios constitucionales a los que la mayoría recurre para legitimarse. En el marco de sistemas no democráticos, la desobediencia al derecho con motivación política se hace, más bien, al amparo del derecho de resistencia". La única justificación de esta ante el problema de la desobediencia a la ley es ante violaciones sustanciales y claras de la justicia y preferiblemente aquellas que, si se rectifican, establecerán una base para eliminar las restantes injusticias.

## Historia

### Origen
El pensamiento de Étienne de La Boétie desarrollado en su obra "Discours de la servitude volontaire ou le Contr'un" ("Discurso sobre la servidumbre voluntaria o el Contra uno") (1552) fue retomado por muchos movimientos de desobediencia civil, que extrajeron del concepto de rebelión a la servidumbre voluntaria la base de su instrumento de lucha. Étienne de La Boétie fue uno de los primeros en teorizar y proponer la estrategia de no cooperación y, por lo tanto, una forma de desobediencia no violenta, como un arma realmente efectiva. También es precursora la obra de Francisco Suárez, al considerar que no tienen rango de ley las leyes injustas.
El ensayista y filósofo libertario estadounidense Henry David Thoreau fue arrestado tras negarse a pagar impuestos al gobierno de los Estados Unidos en 1846. Durante su encierro de apenas unos días en 1849 publicó un conjunto de escritos sobre sus acciones en contra de la guerra bajo el título de Resistencia al gobierno civil. Sin embargo, este ensayo es más conocido por el título que se le dio a una antología publicada dos años después de su muerte (1866) bajo el nombre de Desobediencia civil, que influyó en personajes como León Tolstoy, Gandhi y Martin Luther King. Thoreau era considerado como una persona excéntrica, de ácidas reflexiones e ingenio inagotable: "Elaboró su reflexión a partir de su rechazo a pagar un impuesto del gobierno de la época destinado a financiar la Intervención estadounidense en México, decisión por la cual fue encarcelado y de donde sólo salió cuando sus amigos cancelaron la deuda”. En concreto, Thoreau fue detenido y encarcelado en Concord, en el verano de 1846, pasando una sola noche en prisión.
Las ideas e intenciones de Thoreau iban más allá del egoísmo individualista (es decir, no era solo por no querer pagar ese impuesto), sino que cuestionaba la conformidad del gobierno para cobrar impuestos que financiaban una guerra que él consideraba injusta, máxime cuando ese mismo gobierno avalaba la esclavitud.
Thoreau creó "un cierto tipo de resistencia no violenta pero contumaz, ni mucho menos pasiva, que tenía mucho de renuncia". Suya es la afirmación de que “Bajo un gobierno que encarcela a alguien injustamente, el lugar que debe ocupar el justo es también la prisión”. Thoreau es considerado hoy como uno de los padres de la desobediencia civil. Afirma que "El gobierno por sí mismo, que no es más que el medio elegido por el pueblo para ejecutar su voluntad, es igualmente susceptible de originar abusos y perjuicios antes de que el pueblo pueda intervenir".

### La desobediencia civil como forma de participación política
El término de desobediencia civil fue popularizado por el famoso ensayo de Thoreau; sin embargo, el concepto es el resultado de diferentes interpretaciones en la historia del pensamiento y de la acción del hombre. Durante el marco histórico de la humanidad se presentan tres desobedientes ilustres. Estos son Henry David Thoreau en Estados Unidos; Mahatma Gandhi en India y Desmond Tutu en Sudáfrica. Los tres tenían en común el fin de articular sus discursos y asumirlos como ejemplos de participación política y como movimientos de cambio social, tanto en sociedades no demócratas e incluso demócratas, como en sociedades democráticas mas no consideradas legítimas.
El hindú Mahatma Gandhi usó esta estrategia en la India, siendo ésta todavía una colonia del Imperio Británico, con el objetivo de lograr la independencia de forma no violenta. Gandhi llamó a boicotear al gobierno colonial inglés mediante huelgas, movilizaciones y violando la autoridad impuesta, con el objetivo de mostrar que de manera pacífica obtendrían mejores resultados que con la violencia, en donde la superioridad de los ingleses aplastaba cualquier lucha armada.
En adición, entre muchos de los teóricos de la desobediencia civil, Mohandas K. Gandhi se destaca en la historia de las campañas masivas. El primer movimiento de masas auténtico de la desobediencia civil, dirigido por Gandhi, fue la marcha al Transvaal en noviembre del 1913, para protestar contra leyes discriminatorias. Algunas de estas leyes eran, por ejemplo, el impuesto anual a todos los hindúes que permanecían en Sudáfrica después de finalizado el contrato de trabajo que les había llevado allí, así como la ley que invalidaba todos los matrimonios no cristianos.
Otra personalidad destacada en la práctica de la desobediencia civil fue el estadounidense Martin Luther King, líder del Movimiento por los Derechos Civiles, quien predicaba la transgresión pública de las leyes racistas impuestas en su país contra los afroamericanos.
Otro antecedente significativo lo ofrece el movimiento sufragista. En 1913 más de mil mujeres habían pasado por las cárceles inglesas acusadas de cometer actos ilegales, públicos y no violentos en el marco de la lucha por el sufragio femenino. Cientos de ellas realizaron huelgas de hambre. El Gobierno británico respondió con la alimentación forzosa, y con leyes que permitían el cumplimiento escalonado de las penas.

### La desobediencia civil en elsigloXXI
Tras la crisis económica y social que golpeó a numerosos países de Europa, surgieron varios movimientos que propugnaban el ejercicio de la desobediencia civil. En España, un colectivo de médicos se negó a no atender inmigrantes ilegales porque consideran que las nuevas leyes que regulan la sanidad pública son injustas. Por otro lado, en las redes sociales y los medios de comunicación aparecen continuamente llamamientos a la desobediencia civil, o textos incitando a ella y justificándola en la situación actual.
En México, el año de 2001, los ejidatarios del municipio de San Salvador Atenco protestaron para impedir la expropiación de más de mil hectáreas de la zona donde se pretendía construir un aeropuerto, se refirieron al movimiento como "resistencia civil". En el 2006, la Asamblea Popular de los Pueblos de Oaxaca (APPO) protestó ante el desalojo violento de los maestros de la sección 22 del Sindicato Nacional de Trabajadores de la Educación (SNTE). Asimismo, el Plantón 420 frente al Senado Mexicano es denominado por sus asistentes como un acto de desobediencia civil.
Con motivo del asesinato de George Floyd, a manos de un agente de policía de Minnesota, en mayo de 2020, se celebraron multitudinarias manifestaciones a lo largo de todo el planeta –aglutinadas bajo el lema Black Lives Matter– que iban acompañadas de gestos con gran calado simbólico, como el arrodillarse en la vía pública. La mayoría de estos actos masivos de protesta se observa que reúnen todos los rasgos típicos necesarios para ser calificados como actos de desobediencia civil.